# Шонлау, Себастьян
Себастьян Шонлау (нем. Sebastian Schonlau; род. 5 августа 1994, Варбург, Северный Рейн-Вестфалия) — немецкий футболист, защитник ФК «Гамбург».

## Клубная карьера
Шонлау — воспитанник клубов «Варбург 08» и «Падерборн 07». 2 августа 2015 года в матче против дюссельдорфской «Фортуны» он дебютировал во Второй Бундеслиге в составе последних. По итогам сезона клуб вылетел в Третью лигу Германии, но игрок остался в команде. В 2015 году Шонлау выступал на правах аренды за «Ферль», по окончании которой вернулся в обратно. 6 августа 2016 года в поединке против дублёров «Майнц 05» Себастьян забил свой первый гол за «Падерборн 07». В 2018 году игрок помог клубу вернуться во Вторую Бундеслигу, а через год, подняться в элиту. 5 октября 2019 года в матче против «Майнц 05» он дебютировал в Бундеслиге.
В 2021 году Шонлау перешёл в «Гамбург». 23 июля в матче против «Шальке 04» он дебютировал за новую команду. 22 августа в поединке против «Дармштадт 98» Себастьян забил свой первый гол за «Гамбург». В 2025 году игрок помог команде выйти в элиту.